# آلبرت کید
آلبرت کید (انگلیسی: Albert Kidd؛ زادهٔ ۱۹ اکتبر ۱۹۶۱) بازیکن فوتبال اهل بریتانیا است.
از باشگاه‌هایی که در آن بازی کرده‌است می‌توان به باشگاه فوتبال برچین سیتی، باشگاه فوتبال داندی، باشگاه فوتبال مادرول، و باشگاه فوتبال فالکیرک اشاره کرد.